# Vostocine, Novhorod-Siverskîi
Vostocine (în ucraineană Восточне) este un sat în comuna Peceniuhî din raionul Novhorod-Siverskîi, regiunea Cernihiv, Ucraina.

## Demografie
Componența lingvistică a localității Vostocine
     Rusă (100%)
Conform recensământului din 2001, toată populația localității Vostocine era vorbitoare de rusă (100%).